# E101
La ruta europea E101 és una carretera que forma part de la Xarxa de carreteres europees. Comença a Moscou (Rússia) i finalitza a Kíev (Ucraïna).
Té una longitud aproximada de 850 km. Té una orientació de nord a sud. La carretera passa per les ciutats de Moscou, Kaluga, Briansk, Hlúkhiv, Simferòpol i Kíev.